# Stig Kankkonen
Stig Kankkonen, född 1945, är en finlandssvensk journalist. Han är teologie magister.
Sin karriär som journalist påbörjade Kankkonen då han arbetade för tidningen Österbottningen åren 1975–1979. Han var redaktionschef på Hufvudstadsbladet åren 1979–1992. Efter det verkade han 1992-1995 som chefredaktör för Österbottningen, men kom tillbaka som ledarskribent till Hufvudstadsbladet år 1995. Åren 2001-2010 var Kankkonen chefredaktör för Kyrkpressen.
Kankkonen har varit politiskt aktiv i Kristdemokraterna och Svenska folkpartiet (SFP). Sedan 2008 är Kankkonen medlem av stadsfullmäktige (SFP) i Esbo. Han kandiderar i riksdagsvalet 2011 för SFP i Nyland. Kankkonen är också kyrkligt aktiv. Han är ett av Borgå stifts kyrkomötesombud, medlem i Esbo kyrkliga samfällighets gemensamma kyrkofullmäktige och i Esbo svenska församlings församlingsråd.

## Priser och utmärkelser
- Publicistpriset 1985